# ريان بلير
ريان بلير (بالإنجليزية: Ryan Blair)‏ هو رائد أعمال وكاتب أمريكي، ولد في 14 يوليو 1977.